# Scolopendra gigantea
Scolopendra gigantea (Scolopendra gigantică) este un miriapod din clasa Chilopoda, fiind cel mai mare reprezentant al genului Scolopendra. Adultul poate atinge o lungime de 26 cm, uneori depășind 30 cm . Această specie habitează în regiunile de nord și de vest a Americii de Sud, pe insulele Trinidad, insulele Virgine, Jamaica Hispaniola ș.a. Localnicii denumesc scolopendra chilopodul gigant galben și chilopodul gigant amazonian.
Este artropod carnivor, hrănindu-se cu insecte, șopârle, broaște, păsări mici, șoareci și chiar lilieci. De asemenea, este cunoscut ca un prădător al tarantulelor . Corpului scolopendrei gigatice este format din 21 - 23 segmente de culoare roșie sau maro. Fiecare segment este înzestrat cu o pereche de picioare galbene.